# Colluricincla boweri
A Colluricincla boweri a madarak osztályának verébalakúak (Passeriformes) rendjébe és a légyvadászfélék (Pachycephalidae) családjába tartozó faj.

## Rendszerezése
A fajt Edward Pierson Ramsay ausztráliai ornitológus írta le 1885-ben, a Collyriocincla nembe Collyriocincla boweri néven.

## Előfordulása
Ausztráliában  a York-félsziget területén honos. Természetes élőhelyei a szubtrópusi és trópusi síkvidéki és hegyi esőerdők, valamint cserjések. Állandó, nem vonuló faj.

## Megjelenése
Testhossza 19,5–21 centiméter, testtömege 39–48 gramm.

## Életmódja
Rovarokkal táplálkozik, de ritkán békákat is fogyaszt.

## Természetvédelmi helyzete
Az elterjedési területe kicsi, egyedszáma viszont stabil. A Természetvédelmi Világszövetség Vörös listáján nem fenyegetett fajként szerepel.